# Rymosia pseudobifida
Rymosia pseudobifida är en tvåvingeart som beskrevs av Zaitzev 1993. Rymosia pseudobifida ingår i släktet Rymosia och familjen svampmyggor. Inga underarter finns listade i Catalogue of Life.